# 4-metiloctano
El 4-metiloctano es un alcano de cadena ramificada con fórmula molecular C9H20.